# Stenalia sefrensis
Stenalia sefrensis es una especie de coleóptero de la familia Mordellidae.

## Subespecies
- Stenalia sefrensis sefrensis Chobaut, 1924

## Distribución geográfica
Habita en Argelia.